# Marc Reymann
Marc Reymann (ur. 7 czerwca 1937 w Strasburgu, zm. 9 listopada 2010 tamże) – francuski polityk, prawnik i samorządowiec, eurodeputowany III kadencji, poseł do Zgromadzenia Narodowego.

## Życiorys
Z wykształcenia prawnik. Był m.in. dyrektorem centrum oświatowego. Działał w Unii na rzecz Demokracji Francuskiej, a w jej ramach w Centrum Demokratów Społecznych. Później należał do Unii na rzecz Ruchu Ludowego.
Był radnym miejskim w Strasburgu, a w latach 1983–1989 zastępcą mera tego miasta. W 1986 objął mandat posła do Zgromadzenia Narodowego w miejsce Adriena Zellera. Z powodzeniem ubiegał się o reelekcję w wyborach w 1988, 1993, 1997 i 2002 w departamencie Dolny Ren. W niższej izbie francuskiego parlamentu zasiadał do 2007. Od 1989 do 1994 wchodził jednocześnie w skład Parlamentu Europejskiego III kadencji.